# Новокизилярово
Новокизиля́рово (рос. Новокызылярово, башк. Яңы Ҡыҙылъяр) — присілок у складі Архангельського району Башкортостану, Росія. Входить до складу Липовської сільської ради.
Населення — 30 осіб (2010; 39 в 2002).
Національний склад:
- башкири — 95 %